# Fakel Novy Ourengoï
Le Fakel Novy Urengoy est un club russe de volley-ball basé à Novy Ourengoï évoluant au plus haut niveau national (Superliga).

## Palmarès
- Coupe de le CEV
  - Vainqueur : 2007

- Coupe de Russie 
  - Finaliste : 2006

## Effectif de la saison 2013-2014
| No                                                                                   | Nom                                                                                  | Date de naissance                                                                    | Taille                       | Poids                        | Poste                        |
| ------------------------------------------------------------------------------------ | ------------------------------------------------------------------------------------ | ------------------------------------------------------------------------------------ | ---------------------------- | ---------------------------- | ---------------------------- |
| 1                                                                                    | Roman Martiniouk                                                                     | 13 avril 1987                                                                        | 182                          | 73                           | Libero                       |
| 2                                                                                    | Oleg Samsonytchev                                                                    | 22 mars 1982                                                                         | 198                          | 96                           | Passeur                      |
| 3                                                                                    | Andreï Tititch                                                                       | 10 mars 1986                                                                         | 202                          | 110                          | Réceptionneur-attaquant      |
| 5                                                                                    | Valerio Vermiglio                                                                    | 1er mars 1976                                                                        | 189                          | 83                           | Passeur                      |
| 7                                                                                    | Vitali Mossov                                                                        | 11 juin 1983                                                                         | 208                          | 111                          | Central                      |
| 8                                                                                    | Filipp Voronkov                                                                      | 25 mars 1983                                                                         | 193                          | 95                           | Réceptionneur-attaquant      |
| 9                                                                                    | Konstantin Bakoune                                                                   | 15 mars 1985                                                                         | 204                          | 96                           | Attaquant                    |
| 11                                                                                   | Dmitri Krassikov                                                                     | 8 février 1987                                                                       | 202                          | 95                           | Réceptionneur-attaquant      |
| 12                                                                                   | Artiom Tokhtach                                                                      | 17 avril 1986                                                                        | 200                          | 102                          | Central                      |
| 13                                                                                   | Michał Winiarski                                                                     | 28 septembre 1983                                                                    | 200                          | 82                           | Réceptionneur-attaquant      |
| 14                                                                                   | Vladimir Chichkine                                                                   | 2 février 1990                                                                       | 183                          | 77                           | Libero                       |
| 15                                                                                   | Alekseï Spiridonov                                                                   | 26 juin 1988                                                                         | 196                          | 96                           | Réceptionneur-attaquant      |
| 16                                                                                   | Aleksandr Goutsaliouk                                                                | 15 janvier 1988                                                                      | 205                          | 105                          | Central                      |
| 17                                                                                   | Aleksandr Kritski                                                                    | 2 juillet 1985                                                                       | 202                          | 85                           | Central                      |
|                                                                                      |                                                                                      |                                                                                      |                              |                              |                              |
| Encadrement technique                                                                | Encadrement technique                                                                |                                                                                      | Légende                      | Légende                      | Légende                      |
| Entraîneur : Ferdinando De Giorgi                                                    | Entraîneur : Ferdinando De Giorgi                                                    | Entraîneur : Ferdinando De Giorgi                                                    | : Capitaine                  | : Capitaine                  | : Capitaine                  |
| Entraîneur(s) adjoint(s) : Nicola Giolito Entraîneur(s) adjoint(s) : Igor Tchoutchev | Entraîneur(s) adjoint(s) : Nicola Giolito Entraîneur(s) adjoint(s) : Igor Tchoutchev | Entraîneur(s) adjoint(s) : Nicola Giolito Entraîneur(s) adjoint(s) : Igor Tchoutchev | : Joueur blessé actuellement | : Joueur blessé actuellement | : Joueur blessé actuellement |

| Équipe type : Fakel Novy Ourengoï                                                                                    |
| \| Vermiglio · # 5 Winiarski · # 13 Mossov · # 7 Bakoune · # 9 Spiridonov · # 15 Tokhtach · # 12 Martiniouk · # 1 \| |
| Vermiglio · # 5 Winiarski · # 13 Mossov · # 7 Bakoune · # 9 Spiridonov · # 15 Tokhtach · # 12 Martiniouk · # 1       |

| Vermiglio · # 5 Winiarski · # 13 Mossov · # 7 Bakoune · # 9 Spiridonov · # 15 Tokhtach · # 12 Martiniouk · # 1 |

## Joueurs majeurs
- Iegor Klyuka